# اودی (دهانه)
اودی یک دهانه برخوردی در ماه‌ است.

## دهانه‌های اقماری
این دهانه ۳ دهانه اقماری دارد.
| O'Day | عرض جغرافیایی | طول جغرافیایی | قطر          |
| ----- | ------------- | ------------- | ------------ |
| B     | ۲۹.۱° S       | ۱۵۸.۰° E      | ۱۶.۰ کیلومتر |
| M     | ۳۱.۷° S       | ۱۵۷.۱° E      | ۱۶.۰ کیلومتر |
| T     | ۳۰.۴° S       | ۱۵۴.۴° E      | ۲۴.۰ کیلومتر |